# Renown (yate)
Renown  es un yate histórico ubicado en San Diego, California.  Renown se encuentra inscrito  en el Registro Nacional de Lugares Históricos desde el 04 de enero de 2012.

## Ubicación
Renown se encuentra dentro del condado de San Diego en las coordenadas 32°42′30″N 117°10′07″O / 32.708283, -117.168506.